# 564e division de grenadiers
La 564e division de grenadiers (en allemand : 564. Grenadier-Division ou 564. GD) est une des divisions d'infanterie de l'armée allemande (Wehrmacht) durant la Seconde Guerre mondiale.

## Historique
La 564e division de grenadiers est formée fin août 1944.
Elle est renommée 564. Volks-Grenadier-Division le 15 septembre 1944.

## Organisation

### Commandants
| Date                                   | Grade        | Commandant     |
| -------------------------------------- | ------------ | -------------- |
| 1er septembre 1944 - 15 septembre 1944 | Generalmajor | Wolfgang Lange |

## Théâtres d'opérations
- Autriche : Septembre 1944

## Ordre de bataille
- Grenadier-Regiment 1150
- Grenadier-Regiment 1151
- Grenadier-Regiment 1152
- Artillerie-Regiment 1564
- Divisionseinheiten 1564